# Дербі (Вермонт)
Дербі (англ. Derby) — місто (англ. town) в США, в окрузі Орлінс штату Вермонт. Населення — 4579 осіб (2020).

## Демографія
Згідно з переписом 2010 року, у місті мешкала 4621 особа в 1968 домогосподарствах у складі 1297 родин. Було 2410 помешкань
Расовий склад населення:
| - 97,6 % — білих - 0,4 % — чорних або афроамериканців - 0,3 % — азіатів - 0,2 % — корінних американців |

До двох чи більше рас належало 1,3 %. Частка іспаномовних становила 0,7 % від усіх жителів.
За віковим діапазоном населення розподілялося таким чином: 22,1 % — особи молодші 18 років, 58,1 % — особи у віці 18—64 років, 19,8 % — особи у віці 65 років та старші. Медіана віку мешканця становила 45,0 року. На 100 осіб жіночої статі у місті припадало 93,6 чоловіків;  на 100 жінок у віці від 18 років та старших — 91,9 чоловіків також старших 18 років.
Середній дохід на одне домашнє господарство  становив 62 522 долари США (медіана — 53 226), а середній дохід на одну сім'ю — 74 625 доларів (медіана — 62 868). Медіана доходів становила 52 117 доларів для чоловіків та 37 049 доларів для жінок. За межею бідності перебувало 9,6 % осіб, у тому числі 8,9 % дітей у віці до 18 років та 15,1 % осіб у віці 65 років та старших.
Цивільне працевлаштоване населення становило 1997 осіб. Основні галузі зайнятості: освіта, охорона здоров'я та соціальна допомога — 30,7 %, роздрібна торгівля — 13,2 %, публічна адміністрація — 11,7 %, виробництво — 10,3 %.